# Zwartvlekdwergspanner
De zwartvlekdwergspanner (Eupithecia centaureata) is een nachtvlinder uit de familie van de spanners. De vlinder heeft een spanwijdte van 16 tot 20 millimeter en is daarmee een kleine vlinder in deze familie.
Een grote verscheidenheid aan bloemen van kruiden dient als waardplant voor de zwartvlekdwergspanner.
De vlinder vliegt in twee generaties per jaar van april tot eind september, die elkaar in juli aflossen.
Het verspreidingsgebied beslaat het gehele Palearctisch gebied. De vlinder komt voor in boomrijke gebieden maar ook bij grasland.
Een voedselplant is de Karwijselie.